# Fredensborg BI
Fredensborg BI er en dansk fodboldklub hjemmehørende i byen Fredensborg i Nordsjælland. Består af et herre- og et kvindesenior hold. Herrerne spiller i Danmarksserien og kvinderne i Kvinde 2. division. I sæsonen 2023/24 vandt herreholdet Sjællandsserien.

## Ekstern kilde/henvisning
- Fredensborg BI's officielle hjemmeside Arkiveret 3. marts 2012 hos  Wayback Machine